# Aleksei Pustozerov
Bản mẫu:Eastern Slavic name
Aleksei Sergeyevich Pustozerov (tiếng Nga: Алексей Серге́евич Пустозёров; sinh ngày 21 tháng 9 năm 1988) là một cầu thủ bóng đá người Nga. Anh thi đấu cho F.K. Volgar Astrakhan.